# Tunnel Craeybeckx
Le tunnel Craeybeckx (en néerlandais : Craeybeckxtunnel) est une tranchée couverte autoroutière située dans le sud d'Anvers qui a été construite en 1981 afin de diminuer les nuisances du trafic se rendant à l'hôpital universitaire. Ce tunnel a une longueur de 1 600 mètres. Comprenant dans chaque direction quatre bandes ainsi qu'une bande d'arrêt d'urgence, il est le plus large du pays. 
Le Craeyebeckxtunnel relie le ring d'Anvers avec l'autoroute belge A1 (E19) Bruxelles-Anvers. Le trafic provenant de Bruxelles y est préfiltré avant d'arriver à l'échangeur d'Anvers-Sud. Un peu moins de 120 000 véhicules empruntent le tunnel quotidiennement.
Le nom de ce tunnel provient de Lode Craeybeckx qui fut bourgmestre d'Anvers de 1947 à 1976.
Une rénovation du tunnel a été effectuée fin 2009 – début 2010 comprenant la pose d'un nouveau revêtement extérieur, résistant au feu, l'assainissement de la couche intermédiaire et la pose d'un nouveau système d'éclairage. Ceci a pour objectif d'améliorer la sécurité et l'efficacité énergétique du tunnel. Un ajustement dynamique de la vitesse est par ailleurs effectué à l'aide de panneaux de signalisation à messages variables.